# تل جلوگیر
تل جلوگیر مربوط به دوره ساسانیان است و در شهرستان مرودشت، بخش درودزن، دهستان ابرج، ۴ کیلومتری جنوب شرق روستای سعادت آباد واقع شده و این اثر در تاریخ ۳۰ بهمن ۱۳۸۶ با شمارهٔ ثبت ۲۰۷۸۳ به‌عنوان یکی از آثار ملی ایران به ثبت رسیده است.